# 白堅武
白 堅武（はく けんぶ）は、中華民国の政治家・軍人。字は馨遠。別号は馨亜、興亜。

## 事跡
清末は、県考、府考、院考のいずれでも案首（首席合格者）となっている。1910年（宣統2年）、天津法政学堂に入学し、このときに中国同盟会に加入した。翌年9月、広西提督陸栄廷の顧問となった。
1918年（民国7年）、直隷省代表として上海の南北和平会議に参加した。その後、南京に向かい、直隷派の江蘇都督李純の顧問となった。翌年、李が自殺すると、白堅武は同じ直隷派の呉佩孚配下に転じている。
1921年（民国10年）、呉佩孚が両湖巡閲使兼直魯豫巡閲副使に就任すると、白堅武はその政務処処長に任ぜられた。1924年（民国13年）、第2次奉直戦争で呉が敗北すると、白は天津に逃れた。その翌年に呉が再起して十四省討賊聯軍総司令を称すると、白は再びその政務処処長となっている。しかし、1927年（民国16年）に呉が国民革命軍に最終的に敗北すると、白は日本に亡命した。
日本での白堅武は、呉佩孚の復権を目指して有力者に接触したが、成果はあがらず天津に戻った。以後、白は呉を首班とする「華北国」の樹立に向けて奔走することになる。1931年（民国20年）6月、土肥原賢二らの助力の下で、白は天津で暴動を引き起こそうとしたが、失敗に終わった。1933年（民国22年）、かねてから親交のあった河北省政府主席于学忠に「華北国」樹立を薦めたが拒否され、後にその暗殺を謀ったがやはり失敗に終わる。その後、満州国に赴き、実業総長張燕卿の支援を獲得した。
1935年（民国24年）、白堅武は天津に戻る。同年6月28日、やはり土肥原らの支援を受け、白は自ら総司令として石友三と「華北正義自治軍」を組織し、「華北国」の樹立を図った（豊台事変、豊台暴動）。しかし、商震軍および万福麟軍に鎮圧されてまたしても失敗に終わり、満州へ逃亡の後に再び天津に戻っている。同年11月、宋哲元が冀察政務委員会委員長に就任すると、白は同委員会参議に任ぜられた。日中戦争（抗日戦争）が勃発して天津が陥落した後、白は河北省大名県に撤退した宋の下を訪れている。
しかし同年末に宋哲元が病により軍を離れると、翌1938年（民国27年）、白堅武は馮玉祥に捕縛されてしまう。白は「通敵叛国」の罪により、河南省南楽県で銃殺刑に処せられた。享年59。

## 注
1. ↑  徐友春主編『民国人物大辞典 増訂版』292頁及び天津図書館ホームページによる。ただし、後者では「第1戦区司令長官馮玉祥」と記載しているが、当時の第1戦区司令長官は程潜（1937年10月25日就任）である（郭卿友主編『中華民国時期軍政職官誌 上』944、958頁）。なお、馮は第6戦区司令長官の地位にあったが、1937年11月3日に同戦区は廃止されている（郭同上、954頁）。1938年の時点では、馮の地位は軍事委員会委員、国民政府委員、中国国民党中央常務委員である（陳民「馮玉祥」16頁）。